# Zwervende akkerslak
Zwervende akkerslak (Deroceras invadens) is een naaktslak in de familie Agriolimacidae (Akkerslakken). De wetenschappelijke naam van de soort werd in 2011 voor het eerst geldig gepubliceerd door H. Reise, J.M.C. Hutchinson, S. Schunack en B. Schlitt.

## Kenmerken
De vochtige glimmende en soms gevlekte slak is uitgestrekt maximaal 3,5 cm lang. De kleur is grijsbruin, licht- tot donkerbruin of bijna zwart. Het schild is vaak lichter van kleur. De ademopening bevindt zich aan de rechterzijde lichaam achter het rugschild. De ademopening heeft een rondom een gele ring. Zijn brede rugschild kan tot een derde van zijn lichaamslengte innemen. Het rugschild heeft duidelijke concentrische ribbels. Vanaf de staartpunt tot het schild loopt een kiel. Het inwendige schildvormige schelpje wordt 4,5 x 2 mm groot. 
Deroceras invadens eet levende of rottende plantendelen. Onder gunstige omstandigheden kan hij zich het hele jaar door voortplanten. Zijn eieren hebben de afmeting 1,75 × 1,4 mm.
De slak kan zeer actief zijn. Hij beweegt zich sneller dan ander soorten. Bij opwinding en verstoring zelfs druk en agressief, waarbij de staartpunt veelal omhoog wordt getrokken.

## Voorkomen
De zwervende akkerslak komt waarschijnlijk uit Italië. Men verondersteld dat hij is geïntroduceerd in veel landen in Europa, Amerika, Zuid-Afrika, Australië, Nieuw-Zeeland en vele oceanische eilanden. De oudste vermeldingen van de introductie in Europa komen uit de jaren dertig in Groot-Brittannië en Ierland. Circa 1975 is een snelle toename van de soort waargenomen. In Europa verspreidde het zich van Spanje naar Griekenland en de eilanden in de Middellandse Zee, Bulgarije, Groot-Brittannië en West-Frankrijk. Ook in Centraal-Europa maakt het een opmars. In Nederland komt hij vrij algemeen voor.
Hij komt voor in laaglanden en op lage hoogten in bergachtige gebieden (in Bulgarije tot 1.500 m boven zeeniveau). Hij gedijt goed in tuinen, parken, halfwoestijnen en gecultiveerde velden. Het geeft de voorkeur aan schaduwrijke rivierdalen in de buurt van water. In Griekenland en Groot-Brittannië werd het aangetroffen onder stukken hout en stenen, in Groot-Brittannië ook in kartonnen dozen en ander afval op lege of begroeide braakliggende terreinen.